# Ро (провінція Мілан)
Ро (італ. Rho) — місто та муніципалітет в Італії, у регіоні Ломбардія,  метрополійне місто Мілан.
Ро розташоване на відстані близько 490 км на північний захід від Рима, 15 км на північний захід від Мілана.
Населення — 50 496 осіб (2014).

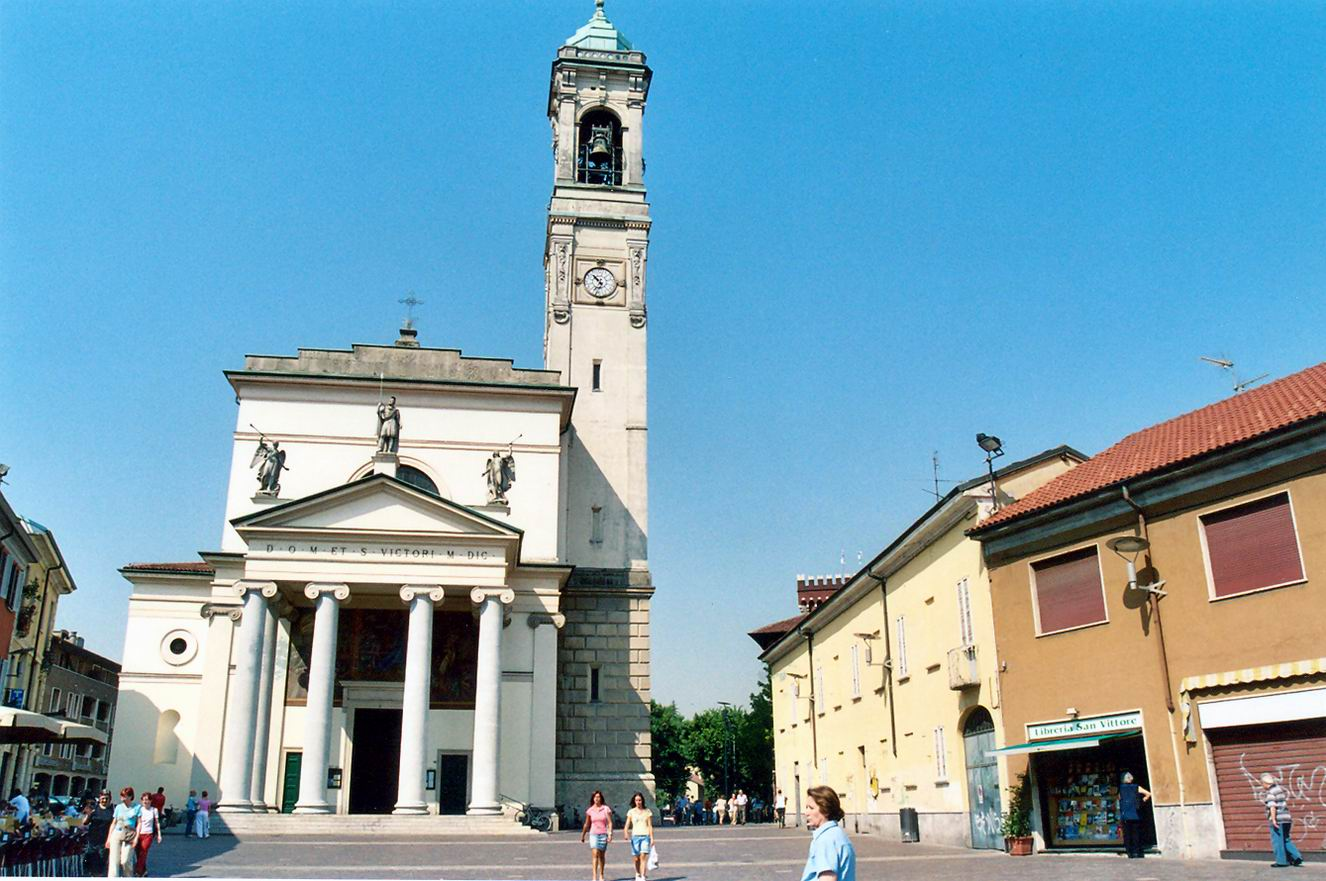

Щорічний фестиваль відбувається 8 травня. Покровитель — святий Віктор.

## Демографія
Населення за роками:

Станом на 1 січня 2023 року в муніципалітеті офіційно проживали 5832 іноземці з 110 країн, серед них 1548 громадян країн Євросоюзу та 646 громадян України.

## Уродженці
- Рауль Белланова (*2000) — італійський футболіст, захисник.

- Ріно Мартіні (*1912 — †1993) — італійський футболіст, воротар, згодом — футбольний тренер.

- Паоло Коцці (футболіст) (*1974) — відомий у минулому італійський футболіст, захисник, згодом — тренер.

## Сусідні муніципалітети
- Арезе
- Корнаредо
- Лаїнате
- Мілан
- Перо
- Польяно-Міланезе
- Преньяна-Міланезе
- Сеттімо-Міланезе